# Nils Weber
Nils Weber, född i juli 1727 i Göteborg, död okänt år, troligen i Nyköping, var en svensk målarmästare och konterfejare.
Han var son till Peter Weber och Maria Lesberg. Weber fick 1745 tillstånd av magistraten i Nyköping att etablera en målarverkstad och bedriva yrkesverksamhet som målare. Efter ansökan och uppvisande av yrkesprov blev han 1757 antagen som målare under Göteborgs Målareämbete men för att hans ansökan skulle godkännas krävde ämbetet att han skriftligen avsade sig saker som kulle kunna innebära förfång för de andra yrkesverksamma målarna i Göteborg. Han målade 1766 den skulpturprydda 1600-tals predikstolen i Vrena kyrka. Då kyrkledningen blev nöjd med slutresultatet fick han 1767 förtroendet att måla om praktiskt taget all inredning i kyrkan samt pryda läktaren med ornament i rokokostil.